# مخالفان جمهوری اسلامی ایران
مخالفان جمهوری اسلامی یا اپوزیسیون جمهوری اسلامی ایران به گروه‌ها و افراد ایرانی گفته می‌شود که به دلایل مختلف سیاسی، اجتماعی یا عقیدتی… با نظام جمهوری اسلامی مخالف بوده و خواستار سرنگونی آن هستند.

## زمینه‌ها

### تجربهٔ اصلاح‌طلبی و واکنش حکومت به اصلاح
برخی از مخالفان نظام جمهوری اسلامی، سیاست‌مداران گروه‌های اصلاح‌طلب و میانه‌رو را متهم به «کارشکنی و منفعت‌طلبی» می‌کنند که با ناکامی و در عدم ایجاد تغییر اثرگذار در ساختار حکومت و جامعه در دههٔ ۸۰ و ۹۰ شمسی و عملکرد خود باعث ایجاد فضایی ناامید کننده در جامعه شده‌اند. این گروه‌ها از اصلاح‌طلبی با نام «استمرار‌طلبی» یاد می‌کنند و نظام جمهوری اسلامی را نظامی غیرقابل اصلاح می‌دانند که در وهله اول باید سرنگون شود.

## فعالیت‌ها
به جز هواداران پادشاهی مشروطه سایر گروه‌های اپوزیسیون در انقلاب ۱۳۵۷ نیز نقش داشته‌اند، نوع فعالیت‌های گروه‌های اپوزیسیون با یکدیگر تفاوت دارد. برخی گروه‌ها از جمله نهضت آزادی سعی دارند که در چارچوب قانون اساسی فعالیت کنند و بدین منظور حتی در انتخابات نام‌نویسی می‌کنند که اغلب رد صلاحیت می‌شوند. این گروه سعی در نزدیکی با گروه‌های قانونی اصلاح‌طلب کرده است و از نظریه فشار از پایین، چانه زنی از بالا که توسط اصلاح طلب‌ها مطرح می‌شود حمایت می‌کند. مشروطه خواهان و نهضت نجات ملی ایران از روش نافرمانی مدنی حمایت می‌کنند. 

### تعاملات گروه‌های مخالف با هم
جمشید اسدی فعال‌سیاسی و اقتصاددان دستیابی به اتحاد میان گروه‌های مخالف جمهوری اسلامی را ضروری نمی‌داند و اعتقاد دارد که عدم دستیابی به اتحاد امری در جهت زندگی مسالمت‌آمیز و قانون‌مند گروه‌های سیاسی بنا به تعریف دموکراسی در کنار یکدیگر است. در مقابل مهرداد درویش‌پور جامعه‌شناس باور دارد که محال است که یک فرایند دموکراتیک بتواند یک نظام سیاسی را از پای درآورد و به جای آن دموکراسی را جایگزین کند اما ائتلاف و اتحادی از گرایش‌های مختلف سیاسی شکل نگرفته باشد.

#### اتحاد برای سرنگونی حکومت جمهوری اسلامی
در آبان ۱۳۹۷ ده گروه و حزب از مخالفان نظام جمهوری اسلامی ایران با امضای تفاهم‌نامه مشترک برای «سرنگونی رژیم اسلامی» امضاء کردند که شامل اتحاد دمکراتیک، جنبش جمهوریخواهان دموکرات و لائیک ایران، حزب تضامن دمکراتیک اهواز، حزب دمکرات کردستان ایران، حزب دمکرات کردستان، حزب کومه‌له کردستان ایران، حزب مردم بلوچستان، سازمان اتحاد فدائیان خلق ایران، شورای موقت سوسیالیست‌های چپ ایران و کومه‌له زحمتکشان کردستان هستند. این تفاهم‌نامه با با هدف کنار گذاشتن اختلاف‌ها و رسیدن به نظامی دموکراتیک در شکل جمهوری پارلمانی و جدایی دین از سیاست به امضاء رسیده است.

#### پیمان نوین ارایه شده توسطرضا پهلوی
در مهر ۱۳۹۹، رضا پهلوی در پیامی با عنوان پیمان نوین، با تأکید بر نفی انحصار قدرت خواستار اتحاد اپوزیسیون و پیوند زدن اعتراض‌های داخل ایران از طریق نافرمانی مدنی و اعتصابات شد، او از همهٔ نیروهای سیاسی دموکراسی‌خواه خواست تا اختلافات را کنار بگذارند و برای گذار از جمهوری اسلامی متحد شوند. عبدالله متهدی دبیرکل حزب کومله کردستان ایران و عضو شورای گذار این پیام را قدم اول و مثبت ارزیابی کرد اما برای اتحاد میان اپوزیسیون کافی ندانست. مجتبی واحدی با مثبت ارزیابی کردن این پیام گفت که رضا پهلوی به صراحت مخالفت خود را با هر نوع حکومت فردی نشان می‌دهد، او صحبت رضا پهلوی دربارهٔ عدم تمایلش به قدرت سیاسی را مورد انتقاد قرار داد و عنوان کرد که اگر شخصی قرار بر فعالیت سیاسی داشته باشد برای اجرایی کردن آن نیاز به قدرت سیاسی برای اثر گذاری دارد. او برای مشخص شدن جهت مخالفان و موافقان جمهوری اسلامی خواستار برخورد رضا پهلوی با کسانی شد که در چهرهٔ طرفداران او و با هدایت نظام جمهوری اسلامی یا به صورت ناخواسته به اختلاف افکنی در میان اپوزیسیون دامن می‌زنند و باعث طولانی شدن عمر این حکومت می‌شوند. عمار ملکی، استاد علوم سیاسی در هلند این اقدام را مثبت و امید بخش ارزیابی کرد اما آن را نیازمند اقدام عملی دانست.
در بهمن ۱۴۰۳، چندین گروه اپوزیسیون ایرانی در مونیخ دیدار کردند و این نشست «قله همگرایی مونیخ» نامیده شد. در این اجلاس، ائتلافی از احزاب سیاسی لیبرال و ملی‌گرا، رضا پهلوی را به عنوان رهبر دولت موقت تا تشکیل دولت جدید پس از انتخابات دموکراتیک آزاد برگزیدند. پهلوی اعلام کرده که شخصاً ترجیح می‌دهد جمهوری تأسیس شود، اما این تصمیم به مردم ایران بستگی دارد. رضا پهلوی گفت که اپوزیسیون ایرانی برنامه‌ای برای تأسیس یک دولت موقت در مدت ۱۰۰ روز دارد و زمانی که جمهوری اسلامی به پایان برسد، این دولت موقت شکل خواهد گرفت. در تیر ۱۴۰۴ پهلوی از ایرانیان در دستگاه‌های امنیتی جمهوری اسلامی خواست که در برابر تأسیس دولت جدید مقاومت نکنند و خود را فدای جمهوری اسلامی نکنند، که به نظر پهلوی، این نظام در آستانه پایان است. وال استریت ژورنال گزارش داد که پیام پهلوی همچنین به مقامات دولت فعلی ایران خطاب شده است.

#### منشور مهسا
منشور همبستگی و سازماندهی برای آزادی ایران یا به‌اختصار منشور مهسا روز جمعه ۱۹ اسفند ۱۴۰۱ با امضای شش فعال سیاسی و مدنی منتشر شد. این منشور در سایت جمعی از چهره‌های سیاسی-اجتماعی که تشکل خود را «همبستگی برای دموکراسی و آزادی در ایران» نام نهاده‌اند منتشر شد. ایدهٔ انتشار این منشور روز جمعه ۲۱ بهمن در نشستی با عنوان «آینده جنبش دموکراسی ایران» در دانشگاه جورج‌تاون شهر واشینگتن مطرح شد. هدف این منشور سرنگونی رژیم جمهوری اسلامی در فرآیندی خشونت‌پرهیز و رسیدن به حکومتی سکولار و دموکراتیک بیان شده‌است.
این منشور با امضای حامد اسماعیلیون، نازنین بنیادی، رضا پهلوی، شیرین عبادی، مسیح علی‌نژاد و عبدالله مهتدی در تاریخ ۱۸ اسفند ۱۴۰۱ منتشر شد.
در روز سه‌شنبه ۱۵ فروردین ۱۴۰۲، رضا پهلوی در توییتی از پیشنهاد خود مبنی بر ارائه اسامی جدید برای پیوستن به منشور همبستگی خبر داد. او نوشته بود: «پس از شنیدن نقدها و نظرات کسانی که احساس می‌کردند صدای‌شان در منشور و گروه همبستگی بازتاب نیافته، هفته گذشته، نامه و نام‌های پیشنهادی آنها را به گروه منتقل کردم.» دوشنبه ۲۱ فروردین، رضا پهلوی، یکی از امضاکنندگان «منشور همبستگی»، از عدم اجماع میان دیگر امضاکنندگان آن بر سر پیوستن کاندیداهای پیشنهادی خود به منشور خبر داد و گفت که فعالیت خود را «به همکاری با یک گروه محدود نمی‌کند».
حامد اسماعیلیون، در ۱ اردیبهشت ۱۴۰۲ با انتشار بیانیه‌ای در توییتر از «فشار بیرونی» بر اعضای «گروه جورج تاون» سخن گفت و کناره‌گیری خود از این ائتلاف را رسماً اعلام کرد. او در مصاحبه‌ای با شبکه تلویزیونی «ایران اینترنشنال» اختلاف خود با نظرات پهلوی را علنی کرد. ۶ اردیبهشت چهار عضو دیگر ائتلاف یعنی نازنین بنیادی، شیرین عبادی، مسیح علی‌نژاد و عبدالله مهتدی با انتشار پیامی بر «ادامه اتحاد» خود تأکید کردند؛ نام رضا پهلوی دیگر عضو این ائتلاف در پای این پیام دیده نمی‌شود. ۱۸ اردیبهشت، نازنین بنیادی نیز از «منشور مهسا» کناره‌گیری کرد.

### دسته‌بندی‌ها

#### جنبش زنان ایران
جنبش زنان ایران از ابتدای انقلاب ۱۳۵۷ دستخوش تغییرات زیادی شده است، با وجود اینکه انقلاب ۱۳۵۷ فضای بهتری را برای برخی از زنان مذهبی و سنتی فراهم کرده است و بخشی از این زنان توانسته‌اند نسبت به قبل حضور بیشتری در اجتماع داشته باشند اما به طورکلی زنان چه در حوزهٔ خانواده و چه در حوزهٔ اجتماعی با محدودیت‌های فراوانی مواجه شده‌اند.
روح‌الله خمینی یک روز پیش از روز جهانی زنان اعلام کرد که کارمندان اداره‌های دولتی باید برای حفظ آبرویشان حجاب اسلامی را رعایت کنند و در روز بعد اجازهٔ ورود زنان بدون حجاب کارمند به اداره‌ها داده نشد، زنان مخالف در اولین تظاهرات بزرگداشت روز جهانی زنان بعد از انقلاب ۱۳۵۷ در ایران در مقابل ساختمان دادگستری در اعتراض به حجاب اجباری در ایران تجمع کردند که با سرکوب شدید نیروهای مذهبی مواجه شدند.

#### اصلاح‌طلبی
محمد حیدری روزنامه‌نگار، معتقد است که از پس اعتراضات به انتخابات ریاست جمهوری ۱۳۸۸ و جنبش سبز ایران جریان‌های اصلاح‌طلب با عدم تمایل به گسترش جنبش اعتراضی و رویارویی با هستهٔ قدرت به آرامی از تحولات سیاسی عقب افتادند. در این میان بخش‌هایی از اصلاح‌طلبان به جنبش اعتراضی پیوستند یا حداقل با آن اعلام همبستگی کردند اما چنین خواسته‌هایی تنها در چارچوب‌های نظام جمهوری اسلامی ایران از سوی این گروه‌ها دنبال شد. بعد از اعتراضات دی ۱۳۹۶ به مرور طبقات فرودست جامعه نیز به جنبش‌های اعتراضی پیوستند و عدم همراهی اصلاح‌طلبان در این اعتراضات نقطهٔ عطفی در ریزش پایگاه اجتماعی آنان شد. و در این شرایط برای اولین‌بار گروهی از دانشجویان دانشگاه تهران شعار «اصلاح‌طلب، اصولگرا، دیگه تمومه ماجرا» سر دادند و تمامی جناح‌های سیاسی درون حکومت را به یک اندازه «نامشروع» قلمداد کردند.

## کنشگری‌های سیاسی

### شورای انقلابی دادخواهان
در ۲۴ بهمن ۱۴۰۱، گروهی به نام شورای انقلابی دادخواهان برای دستیابی به این هدف‌ها اعلام موجودیت کرد: براندازی حکومت جمهوری اسلامی، دادخواهی، برپا کردن «عدلیه‌ای مستقل از نظام سیاسی»، آزادی (حمایت از انقلاب دموکراتیک مردم ایران) و تحقق حقوق بشر در ایران.

### نشست آینده جنبش دموکراسی ایران
در ۲۱ بهمن ۱۴۰۱، نشست آینده جنبش دموکراسی ایران با حضور ۸ تن از چهره‌های سرشناس مخالف حکومت جمهوری اسلامی: حامد اسماعیلیون، دبیر و سخنگوی انجمن خانواده‌های قربانیان پرواز پی‌اس۷۵۲، نازنین بنیادی، فعال حقوق بشر و هنرپیشه، رضا پهلوی، فعال سیاسی، شیرین عبادی، حقوقدان و برنده جایزه صلح نوبل، مسیح علی‌نژاد، روزنامه‌نگار و فعال حقوق زنان، گلشیفته فراهانی، هنرپیشه و فعال حقوق بشر، علی کریمی، ملی‌پوش پیشین فوتبال ایران و فعال حقوق بشر و نیز عبدالله مهتدی، دبیرکل حزب کومله کردستان ایران برگزار شد.

### بیانیه ۱۴ فعال سیاسی
در بیانیه ۱۴ فعال سیاسی در آستانه ۲۲ خرداد ۱۳۹۸ که به بیانیه ۱۴ معروف گشت، همزمان با سالگرد انتخابات ۱۳۸۸ ایران، ۱۴ تن از فعالان مدنی و کنشگران سیاسی داخل ایران بیانیه‌ای را با هدف طرح یک سری خواسته‌های سیاسی و مدنی منتشر کردند. امضاکنندگان این بیانیه با طرح مشکلات اقتصادی، مدنی و سیاسی داخل ایران ضمن انتقاد از وضعیت جاری کشور در زمینه‌های سیاسی، اجتماعی و اقتصادی خواستار اعمال اصلاحات در قانون اساسی کشور، کناره‌گیری سید علی خامنه‌ای رهبر جمهوری اسلامی از قدرت و گذار از نظام جمهوری اسلامی شدند. امضاکنندگان این سند دلایل خود برای طرح چنین مطالبه‌ای را «نقص گسترده حقوق مدنی، به‌خصوص زنان»، «ناتوانی در رهبری و اداره درست کشور» و «استبداد نظام حاکم، عدم استقلال قوا و عدم امکان برگزاری انتخابات آزاد» عنوان کردند. بیانیه مذکور «مردم ایران» را مخاطب خود قرار می‌دهد.

### همگامی برای جمهوری سکولار دموکرات در ایران
همگامی برای جمهوری سکولار دموکرات در ایران یک ائتلاف سیاسی جمهوری‌خواه است که از پنج حزب و سازمان سیاسی اپوزیسیون جمهوری اسلامی ایران تشکیل شده‌است. این ائتلاف هدف خود را تأسیس «جمهوری سکولار دمکرات در ایران» اعلام کرده‌است. اتحاد جمهوری‌خواهان ایران، جبهه ملی ایران-اروپا، حزب چپ ایران، سازمان های جبهه ملی ایران در خارج از کشور و همبستگی جمهوری‌خواهان ایران اعضای این ائتلاف هستند. ائتلاف همگامی برای جمهوری سکولار دموکرات در روز پنج‌شنبه ۱۸ اسفند ۱۴۰۱ با صدور اطلاعیه‌ای موجودیت خود را اعلام کرد.

## کنشگری‌های اجتماعی

### دختران خیابان انقلاب

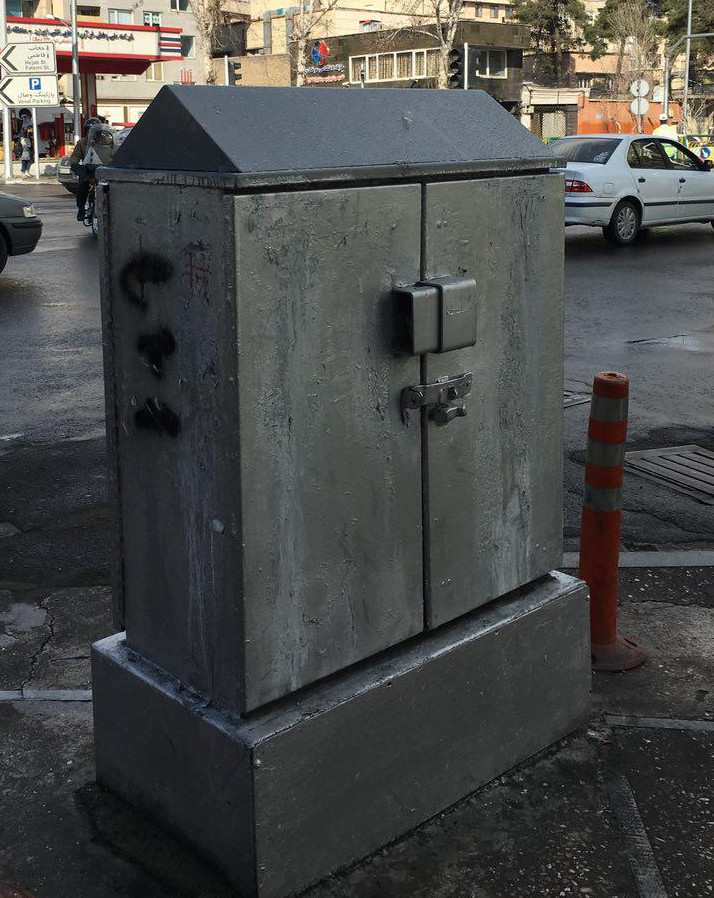
سکوی واقع در تقاطع خیابان انقلاب و خیابان وصال شیرازی بعد از تغییر شکل و افزودن سطح شیب‌دار برای جلوگیری از حضور کنشگران بر بالای این سکو

در سال‌های اولیه بعد از انقلاب ۱۳۵۷، با وجود شکل‌گیری جنبش زنان در ایران، کنشگری زنان در جنبش‌های مدنی دیگر کمتر بود، پس از شرایط امنیتی اجتماعی پس از ظهور جنبش سبز ایران از سوی حکومت جمهوری اسلامی، بر باور عده‌ای امکان ظهور کنشگری اجتماعی در نسلی که آن را حاصل از «دوران سرکوب» می‌دانستند وجود ندارد. اما در سال‌های بعد، مطالبه خواست‌های فرا سیاسی و همچنین حقوق شهروندی در کنار حضور زنان در جنبش‌های فمینیستی توسعه پیدا کرده است. با افزایش حضور زنان در جنبش‌های اجتماعی برخورد حکومت با آنان نیز افزایش یافته است. از سویی ایرانیان خارج از ایران از طریق کمپین‌های اینترنتی اعتراض به حجاب اجباری در ایران مخاطبان گسترده‌ای را به همکاری فراخواندند، اولین کارزار اینترنتی در سال ۱۳۹۱ از سوی گروهی از اعضای جنبش دانشجویی و زنان اکتیویست در داخل و خارج کشور اتفاق افتاد که این کمپین از فعالان حوزه زنان و حقوق بشر دعوت کرده بود که مطلبی کوتاه در اعتراض به حجاب اجباری بنویسند. در دی ۱۳۹۶ همزمان با اعتراضات دی ۱۳۹۶ کارزاری که به کارزار دختران خیابان انقلاب مشهور شد با انتخاب مکانی نمادین در نقاط مختلف شهر با انتخاب سکویی بلند در خیابان انقلاب و بعداً در سایر خیابان‌ها بدون هیچ حرف یا شعاری تنها حجابشان را همانند پرچمی بر سر چوب زدند. این حرکت با استقبال گروهی از مردم و سرکوب شدید و احکام سنگین از سوی حکومت برای این کنشگران متوقف شد.

### جنبش‌های اجتماعی
جنبش‌های اعتراضی گستردهٔ پس از انقلاب ۱۳۵۷ شامل تظاهرات ۱۷ اسفند ۱۳۵۷ در اعتراض به حجاب اجباری، شورش ۱۳۷۱ مشهد، اعتراضات تیر ۱۳۷۸ توسط دانشجویان دانشگاه تهران، جنبش اعتراضی گسترده توسط جنیش دانشجویی و دانشگاهی در تابستان ۱۳۸۲، قیام آذربایجان در سال ۸۵ ،اعتراض به نتایج دهمین انتخابات ریاست جمهوری، اعتراضات دی ۱۳۹۶ که در پی گرانی و سیاست‌های دولت روحانی از مشهد و شهرهای بزرگ شروع شد و همچنین اعتراضات آبان ۱۳۹۸ اتفاق افتاد و بر باور بسیاری از کارشناسان بزرگ‌ترین و خونین‌ترین جنبش اعتراضی در ۴۱ سال گذشته است.

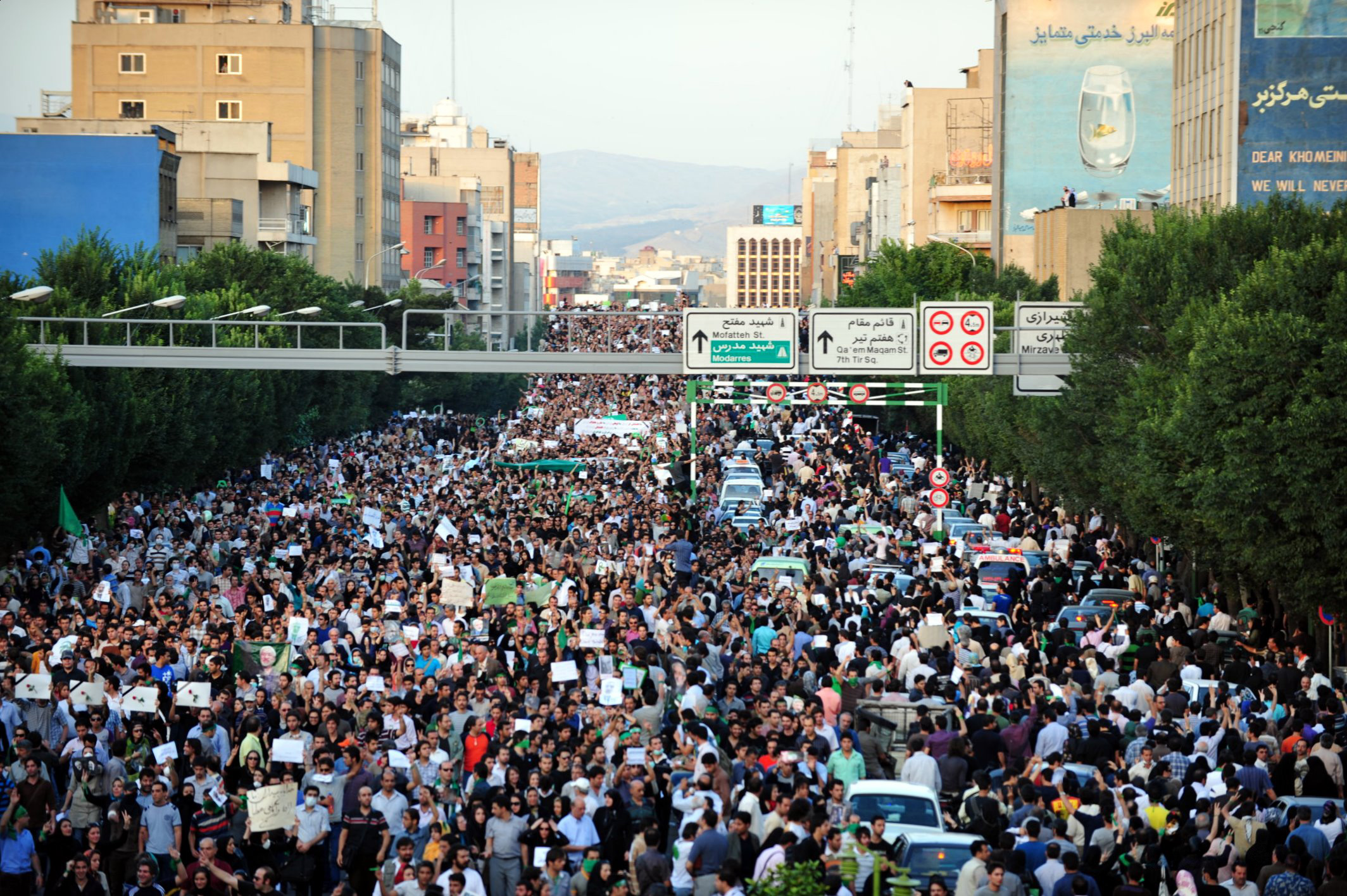
تظاهرات مردم در پی اعتراضات انتخابات ریاست‌جمهوری دهم در ۲۷ خرداد ۱۳۸۸ در خیابان کریم خان زند تهران

مقامات جمهوری اسلامی پس از اعتراضات آبان ۱۳۹۸ برای اولین بار از واژه «جنگ» برای سرکوب معترضان استفاده کردند و در نتیجه حکومت از همان ابتدا سطح خشونتی را که اعتراضات گشته در مراحل نهایی به کار گرفته می‌شد را در ابتدا به کار گرفت و خونین‌ترین سرکوب اعتراضات خیابانی در ۴۰ سال حکومت جمهوری اسلامی را رقم زد.
در شهریور ۱۴۰۱ پس از کشته شدن مهسا امینی که توسط گشت ارشاد بازداشت شده بود. اعتراضات گسترده‌ای شکل گرفت و منجر به خیزش ۱۴۰۱ ایران شد. این خیزش از ۲۶ شهریور ۱۴۰۱ با تجمع اعتراضی در مقابل بیمارستان محل مرگ مهسا امینی در تهران آغاز شد و در روزهای بعد به همهٔ ۳۱ استان ایران گسترش یافت و همچنان ادامه دارد. معترضان در خارج از کشور نیز در بیش از ۱۵۰ شهر در سراسر جهان تجمع‌های اعتراضی برگزار کردند. این قیام در هفته‌های بعدی با حضور دانش‌آموزان، دانشجویان، اعتصاب استادهای دانشگاه، کسبه و بازاریان گسترده‌تر شد.

## واکنش‌های حکومت

### محکومیت
بسیاری از مخالفان جمهوری اسلامی از ابتدای انقلاب ۱۳۵۷ همواره به اتهام تحریک مردم و «تبلیغ علیه نظام»، با هدف ساکت کردن منتقدان و اشخاص دگراندیش سرکوب شده‌اند تا از تشکیل یک اپوزیسیون سازمان‌یافته جلوگیری شود.

### تروریسم دولتی

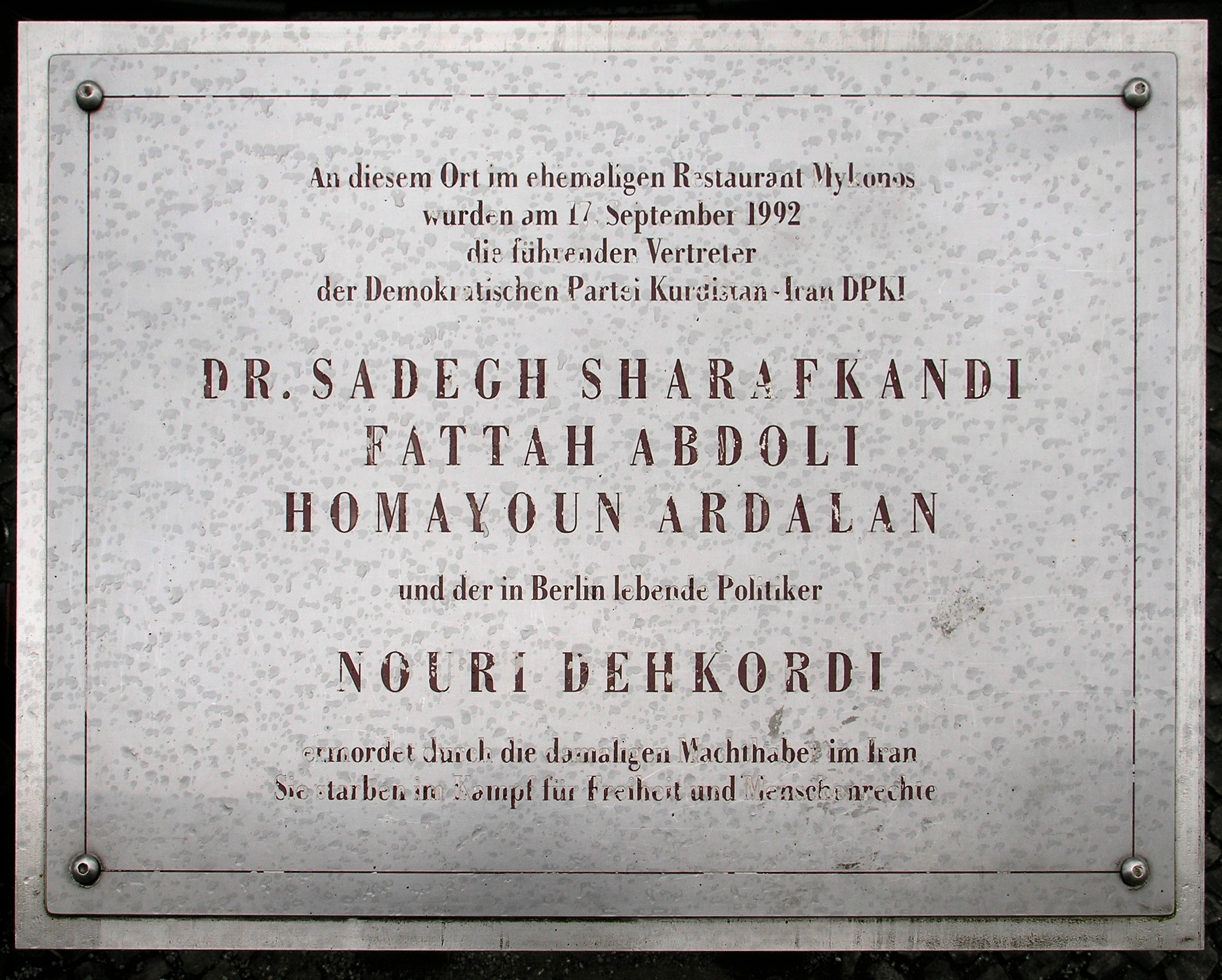
اسامی چهار نفر از کشته‌شدگان در لوح یادبود ترور میکونوس، بر روی این لوح یادبود نوشته شده «به قتل رسیده توسط عوامل ایران، آن‌ها در راه مبارزه برای آزادی و حقوق بشر کشته شدند.»

در جریان ترور میکونوس و دادگاهی که به همین نام شهرت یافت مقامات عالی نظام جمهوری اسلامی به دست داشتن در قتل مخالفان خود محکوم شدند و ایران برای اولین بار به دلیل تروریسم دولتی توسط این دادگاه محکوم شد. همچنین در مارس ۲۰۰۷ م و پس از گذشت ۱۳ سال از بمب‌گذاری آمیا، دادستانی کل آرژانتین درخواست صدور حکم جلب نه نفر از مقامات جمهوری اسلامی، از جمله علی‌اکبر هاشمی رفسنجانی و علی‌اکبر ولایتی توسط پلیس بین‌الملل را صادر کرد. این اقدامات همچنین با ترور شخصیت‌های مخالف که به ادعای مخالفان توسط نظام جمهوری اسلامی انجام شده شامل شاهپور بختیار، شهریار شفیق، ارتشبد غلامعلی اویسی عبدالرحمان قاسملو دبیرکل حزب دموکرات کردستان ایران، عبدالرحمان برومند رئیس هیت اجرایی نهضت مقاومت ملی ایران، کاظم رجوی، رضا مظلومان، بیژن فاضلی، علی‌اکبر طباطبایی می‌شود.
در ۱۷ سپتامبر ۱۹۹۲ در رستورانی به نام میکونوس، هشت مخالف جمهوری اسلامی از جمله چهار تن از اعضای ارشد حزب دموکرات کردستان ایران به قتل رسیدند. صادق شرفکندی، فتاح عبدلی، نوری محمدپور دهکردی و همایون اردلان جان باختگان این عملیات تروریستی بودند.

### آدم‌ربایی
حکومت جمهوری اسلامی ایران از ابتدای شکل‌گیری حکومت خود به استفاده از روش‌های مختلف آدم‌ربایی برای انتقال مخالفان به ایران متهم شده است که مسوولیت ربودن برخی از آنها نظیر روح‌الله زم، جمشید شارمهد و… را پذیرفته و برخی از موارد آدم‌ربایی نظیر ربودن فرود فولادوند و… را همواره انکار کرده است.

### کارزار ضداطلاعات
حکومت جمهوری اسلامی در مواجهه با پرونده‌های حساس به انتشار متراکم ضداطلاعات در کوتاه مدت و سپس خودداری از توضیح بیشتر در دراز مدت به امید آنکه با فرا رسیدن وقایع تلخ جدید پرونده‌های قدیمی فراموش شوند روی آورده است. برای نمونه نیروهای سپاه پاسداران به صورت گسترده از دو روش دام گذاشتن برای رسانه‌های آزاد و کاربران شبکه‌های اجتماعی به‌وسیله پخش اخبار ضد و نقیض و ایجاد تردید در مخالفان در اعتراضات سال ۱۳۸۸ و آبان ۱۳۹۸ استفاده کرده‌اند.
در گزارشی که توسط سازمان مبارزه با تروریسم منتشر شده است از «تلاش برنامه‌ریزی شده» جمهوری اسلامی برای سوءاطلاع‌رسانی در مرود کرونا اشاره شده است. در این روش «ماشین تبلیغاتی جمهوری اسلامی» در داخل به اتهام‌زنی به آمریکا، این کشور را بابت همه‌گیری کرونا ملامت و در مقابل به دفاع و حمایت از چین که از متحدان ایران است پرداخته است. حکومت، تحریم‌های آمریکا را عامل عدم کنترل و مقابله با کرونا عنوان کرده است و در مقابل خواستار لغو تحریم‌های آمریکا به این دلیل شده است. این کارزار به صورت تعمدی، هدایت‌شده و سیستماتیک سعی می‌کند مجموعه‌ای از دروغ، پنهان‌کاری و بزرگ‌نمایی را به کار بگیرد تا مخاطبان ایرانی و جامعه جهانی را به مسیری غلط بکشاند.

### خبرسازی و جهت‌دهی به افکار عمومی
به گفتهٔ مجید محمدی جامعه‌شناس، دستگاه‌های تبلیغاتی امنیتی و نظامی جمهوری اسلامی ایران روزانه صدها خبر در رسانه‌های داخل ایران به منظور جهت‌دهی به افکار عمومی در داخل و خارج از ایران به کار می‌برند، این کار در طول چهار دهه تجربه و سرمایه‌گذاری این حکومت باعث به وجود آمدن قشری از افراد متخصص در این روش خبرسازی و دستکاری در اخبار شده است که خبرهای قلابی را به رسانه‌ها می‌فرستند که از دستورالعمل مشخصی پیروی می‌کند. ادعا می‌شود صدها شخص، وب‌سایت و خبرگزاری وابسته به سپاه و نهادهای امنیتی نظام بودجهٔ خود را از این نهادها تأمین می‌کنند اما هیچ‌کدام از این نهادها چنین مسئولیتی را قبول نکرده‌اند و همواره خود را مستقل اعلام کرده‌اند. این کارزار که به انتشار اخبار بی‌منبع با عنوان‌هایی همانند «منابع عربی منطقه»، «منابع روس» یا «منابع صهیونیستی» از آنان یاد می‌شود وانمود می‌کنند که منابع خبری از روی بی‌دقتی یا فراموشی نویسنده ذکر نشده است در حالی که گزارش بدون منبع و ساختگی است.

### سانسور
بعد از انقلاب ۱۳۵۷ به دستور روح‌الله خمینی ستاد انقلاب فرهنگی که بعدها به شورای عالی انقلاب فرهنگی تغییر نام داد با هدف پاکسازی استادان دانشگاه شروع به کار کرد. که افرادی چون شمس آل‌احمد، سید محمد خاتمی و عبدالکریم سروش از جمله افرادی بودند که در این ستاد حضور داشتند. این شورا که با هدف گسترش تفکرات اسلامی و دینی در جامعه شروع به فعالیت کرد و به نشر افکار و آثار فرهنگی انقلاب اسلامی می‌پرداخت خود به عاملی برای گسترده‌تر شدن سانسور در ایران بدل شد.

### اعدام
استفاده از ابزار اعدام به عنوان «ابزار سرکوب» سابقه‌ای طولانی در تاریخ نظام جمهوری اسلامی دارد براساس گزارش سازمان حقوق بشر ایران نشان می‌دهد که در فاصلهٔ سال‌های ۲۰۰۰ تا ۲۰۱۹ دستکم ۸۰۷۱ مورد اعدام در زندان‌های ایران یا در ملأ عام اجرا شده است. این آمار ایران را در جایگاه دوم اعدام در جهان پس از چین و در حدود یک سوم از اعدام‌های جهان را در بر می‌گیرد. با این حال سازمان‌های حقوق بشری بارها تأکید کرده‌اند که آمار اعدام در ایران بیش از ارقام ثبت شده است. اگرچه بخش مهمی از اعدام‌ها مربوط به قاچاق مواد مخدر است اما مرور برخی از دوره‌های خاص نشان می‌دهد استفاده از اعدام برای سرکوب یک دستور کار محسوس قضایی و امنیتی بوده است. مشهورترین دورهٔ اعدام‌ها در دورهٔ جمهوری اسلامی مربوط به اعدام دسته‌جمعی زندانیان عقیدتی-سیاسی در تابستان ۱۳۶۷ است که به گفتهٔ حسینعلی منتظری در یک دورهٔ کوتاه بیش از ۳۸۰۰ نفر با رأی یک هیئت قضایی که ابراهیم رئیسی هم عضو آن بود اعدام شدند. رها بحرینی پژوهشگر سازمان عفو بین‌الملل در پیامی توییتری که در ۱۹ اوت ۲۰۲۰ منتشر کرد، نامه‌ای را نشان می‌داد که به مقامات دولتی، قضایی و سفرای جمهوری اسلامی ایران ارسال شده بود و این مقامات از دستکم ۲۵ مرداد ۱۳۶۷ در جریان این اعدام‌ها قرار گرفته بودند.

### فشار بر رسانه‌ها
دیدبان حقوق بشر در سال ۱۳۹۰ اعلام کرده است که حکومت جمهوری اسلامی با بازداشت و ارعاب بستگان و دوستان خبرنگاران فارسی‌زبان خارج از ایران، به دنبال کسب اطلاعات از این خبرنگاران یا واداشتن آن‌ها به سکوت است. به گفتهٔ مدیر بخش خاورمیانهٔ حقوق بشر، این اقدام ایران حاوی این پیام است که جمهوری اسلامی آماده است که فشارهای خود را به خارج از مرزهایش گسترش دهد. گزارش‌های بیش از صد روزنامه‌نگار ایرانی خارج از ایران حاکی از بازجویی و بازداشت خانوادهٔ بسیاری از این روزنامه‌نگاران به ویژه بخش بی‌بی‌سی فارسی، تلویزیون ایران اینترنشنال و رادیو فردا که به صورت پیوسته مورد آزار و تهدید قرار گرفته‌اند. این حملات پس از اعتراضات آبان ۱۳۹۸ شدت گرفته و واکنش گروه‌های حقوق بشری را در پی داشته است.

### منسوب کردن مخالفان به دشمنان خارجی
به باور تورستن تایشمان مدیر استودیوی شبکه رادیوهای دولتی آلمان، تأکید بر «دشمن خارجی» از سوی جمهوری اسلامی همواره فرصتی برای سرکوب منتقدان و مخالفان داخلی بوده است همچنین به باور برخی منتقدان، جمهوری اسلامی ایران برای بقای خود به دشمن خارجی نیاز دارد.

## مخالفت‌ها از درون حکومت

### روحانیان

#### عزل حسینعلی منتظری از قائم مقامی رهبری
در پی اعدام دسته‌جمعی زندانیان عقیدتی-سیاسی در تابستان ۱۳۶۷ و مخالفت حسینعلی منتظری با عاملان این اعدام‌ها که افرادی چون ابراهیم رئیسی، مرتضی اشراقی، حسینعلی نیری و مصطفی پورمحمدی در آن نقش داشتند، منتظری از آنان با نام «جنایتکار» نام برد و از نقش احمد خمینی و وزارت اطلاعات برای برنامه‌ریزی این اعدام‌ها از سال‌ها قبل صحبت به میان آورد. به گفتهٔ منتظری، این افراد از حملهٔ مجاهدین برای اجرایی کردن این اعدام‌ها استفاده کرده‌اند. پس از این صحبت‌ها و یک سال پیش از مرگ روح‌الله خمینی، حسینعلی منتظری از قائم مقامی رهبری عزل شد. او در سخنرانی خود در سال ۱۳۷۶ مرجعیت خامنه‌ای که زمانی از شاگردان خود او بود را زیر سؤال برد و گفت «حالا صرف نظر از مسئله رهبری، مرجعیت را چرا دیگر؟ شما که در شأن و حد مرجعیت نیستید»، این سخنان حبس خانگی ۵ سالهٔ منتظری به همراه زیر نظر گرفتن رفت و آمدها و سخنرانی‌های مادام العمر وی را به دنبال داشت.

### سیاست‌مداران

#### حذف اولین رئیس‌جمهور ایران
از میان سیاست‌مداران داخل حکومت و همین‌طور همراهان رهبران جمهوری اسلامی، همواره تعدادی از این افراد به مخالفان حکومت تبدیل شده‌اند. از جملهٔ این افراد ابوالحسن بنی‌صدر بود که از نزدیک‌ترین همراهان خمینی از چندین ماه پیش از انقلاب ۱۳۵۷ بود که یک سال پس از انقلاب با حدود ۱۱ میلیون رأی و به دست آوردن ۷۶ درصد از آرا از میان ۹ رقیب به رئیس جمهوری ایران رسید. او می‌گوید پس از انتخاب به عنوان رئیس‌جمهور در شرایط ابتدایی انقلاب احساس خطر کرده است چرا که جناح مقابل از جمله افرادی چون سید محمد بهشتی اعلام کرده بودند که «یا انتخابات نمی‌شود یا بنی‌صدر رئیس‌جمهور نمی‌شود.» به گفتهٔ بنی‌صدر، بهشتی انتخاب او را به عنوان یک خطر تلقی کرده و برای مقابله با آن تصمیم گرفته که به‌وسیلهٔ حزب جمهوری اسلامی که خود دبیرکلی‌اش را بر عهده داشته دولت را تصرف کند. به گفتهٔ او در سوم خرداد ۱۳۵۸سه نفر از جمله سید علی خامنه‌ای، اکبر هاشمی رفسنجانی و سید محمد بهشتی به دیدار خمینی می‌روند و اعلام می‌کنند که به دلیل افزایش محبوبیت بنی صدر اگر بخواهد با روحانیت روبرو شود او برندهٔ میدان است به همین دلیل تصمیم بر حذف او از قدرت می‌گیرند.

## آمار
براساس یک نظرسنجی دولتی در داخل ایران که پس از اعتراضات دی ۱۳۹۶ انجام شده است نشان می‌دهد که بیش از ۳۱ درصد از پرسش شوندگان اعتقاد خود به اصلاح حکومت را از دست داده‌اند و به علاوه اکثریت جامعه از وضع موجود ناراضی هستند. این نتایج نشان می‌دهد که تنها ۲۵ درصد از جامعه از وضعیت موجود راضی هستند و ۷۸٬۴ درصد از شرایط ناراضی‌اند. از میان ۴۱ درصد از ناراضیان گفته‌اند که در صورت وقوع اعتراضات به صورت قانونی در آن شرکت خواهند کرد.همچنین پس از حضور گسترده مردم در اعتراضات آبان ۱۳۹۸ ایران از نقاط مختلف کشور و پس از مشارکت حداقلی در انتخابات ریاست‌جمهوری ایران ۱۴۰۰ به دلیل نارضایتی از وضعیت موجود و تحریم شدن انتخابات توسط اعضای اپوزیسیون پس اکثریت مردم ایران مخالف نظام جمهوری اسلامی ایران هستند که توسط حکومت نادیده گرفته می‌شوند.

## واکنش کشورهای خارجی
به گزارش بلومبرگ، مایک پومپئو، وزیر امور خارجه ایالات متحده آمریکا در ژانویه ۲۰۲۰ به دیپلمات‌های این کشور دستور داد که هرگونه تماس با گروه‌های مخالف جمهوری اسلامی ایران را محدود و بدون او با آن‌ها دیدار نکنند، این گروه‌ها شامل شورای مدیریت گذار، جنبش مبارزه عربی برای آزادی اهواز، جنبش آزادی‌بخش ملی آذربایجان جنوبی، حزب کومله کردستان ایران، حزب دموکرات کردستان ایران و همچنین سازمان مجاهدین خلق ایران می‌شود. این تصمیم با هدف به خطر نیفتادن «دیپلماسی با حکومت ایران» گرفته شده است و به گفتهٔ او تماس مستقیم با این گروه‌ها خلاف هدف دولت آمریکا برای یک توافق جامع با حکومت ایران است.

## اقدامات
- افزایش فشار بر حکومت جمهوری اسلامی در پی تشدید تحریم اقتصادی از سوی دولت آمریکا[۷۷] و صدور قطعنامه‌های شورای امنیت دربارهٔ برنامه هسته‌ای ایران[۷۸]
- نارضایتی مردم ایران به علت بالا بودن نرخ تورم و نرخ بیکاری در ایران[۷۹][۸۰]
- شکننده شدن مرزهای ایران در پی فروپاشی شوروی و ناامنی درافغانستان و عراق
- افزایش انتظارات زنان ایران برای دست‌یابی به حقوق برابر با مردان[۸۱]